# Emerson Harrington
Emerson Columbus Harrington (26 Março de 1864 – 15 de Dezembro de 1945), foi o 48o Governador de Maryland nos Estados Unidos entre os anos de 1916 e 1920. Ele também autou como Corregedor do Tesouro do Estado de Maryland entre 1912 e 1916. 